# 赵博生

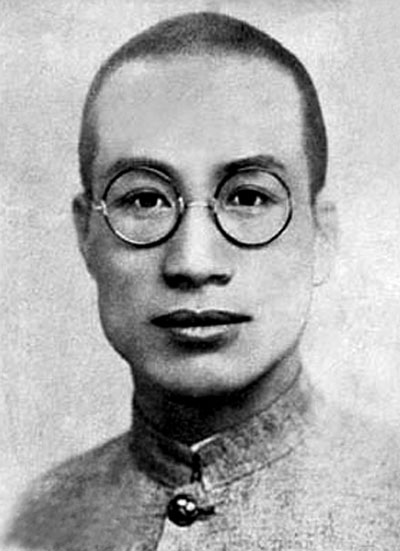

赵博生（1897年9月—1933年1月8日），原名赵恩溥，中国河北省沧县东慈庄（今属黄骅市）人，西北军将领，中国工农红军高级将领。

## 生平

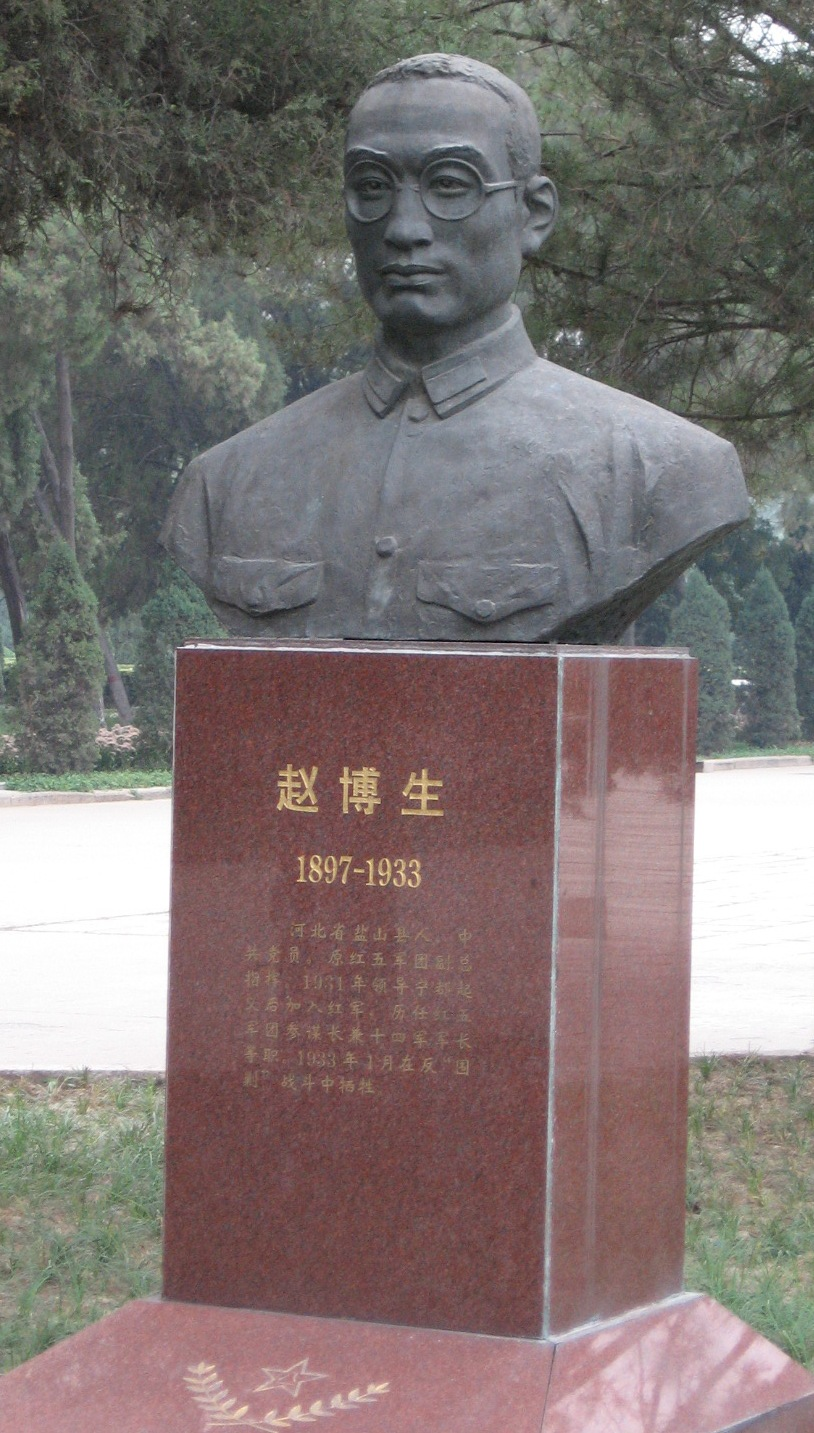
河北石家庄华北军区烈士陵园内的赵博生像。

赵1917年毕业于保定陆军军官学校第6期，毕业后在皖系、直系、奉系军队中任职。1924年冬，随郭松龄反抗张作霖，失败后转入冯玉祥的西北军。1926年，随军参加北伐。
中原大战后，西北军孙连仲部改编为国民革命军二十六路军，赵任参谋长。九一八事变后，赵因不满蒋介石“攘外必先安内”政策，同情中国共产党，并于1931年10月经中共地下党员二十六路军总指挥部译电主任的罗亚平介绍秘密入党。12月14日，赵同董振堂、季振同、黄中岳等发动宁都暴动，加入中国工农红军。起义部队改编为红五军团，赵先后担任红十三军、红十四军军长和军团参谋长。
1933年1月8日，在第四次江西剿共戰爭宁都金溪黄狮渡战役中，率部据守长员庙，在战斗中阵亡。其后，中华苏维埃共和国将宁都县改名为博生县，并在瑞金叶坪广场上建博生堡，以资纪念。毛泽东等得知赵博生牺牲后，以中华苏维埃共和国临时中央政府名义致电红五军团，吊唁赵博生：副总指挥赵博生是为苏维埃政权而牺牲的，“他的牺牲，永远光荣于中国苏维埃史上。中央政府表示悲悼和敬意。”